# Deh-e Sanān
Deh-e Sanān (persiska: ده سنان) är en ort i Iran.   Den ligger i provinsen Kermanshah, i den västra delen av landet, 400 km väster om huvudstaden Teheran. Deh-e Sanān ligger 1 614 meter över havet och antalet invånare är 360.
Terrängen runt Deh-e Sanān är kuperad. Runt Deh-e Sanān är det ganska tätbefolkat, med 56 invånare per kvadratkilometer. Närmaste större samhälle är Harsīn, 7,6 km norr om Deh-e Sanān. Omgivningarna runt Deh-e Sanān är i huvudsak ett öppet busklandskap.